# هارييت جونز
هارييت جونز (بالإنجليزية: Harriet Jones)‏ هي مغنية مؤلفة بريطانية، ولدت في 31 أكتوبر 1993.

## وصلات خارجية
- هارييت جونز على موقع ميوزك برينز (الإنجليزية)